# Leptomorphus walkeri
Leptomorphus walkeri är en tvåvingeart som beskrevs av Curtis 1831. Leptomorphus walkeri ingår i släktet Leptomorphus och familjen svampmyggor. Arten är reproducerande i Sverige. Inga underarter finns listade i Catalogue of Life.

## Bildgalleri

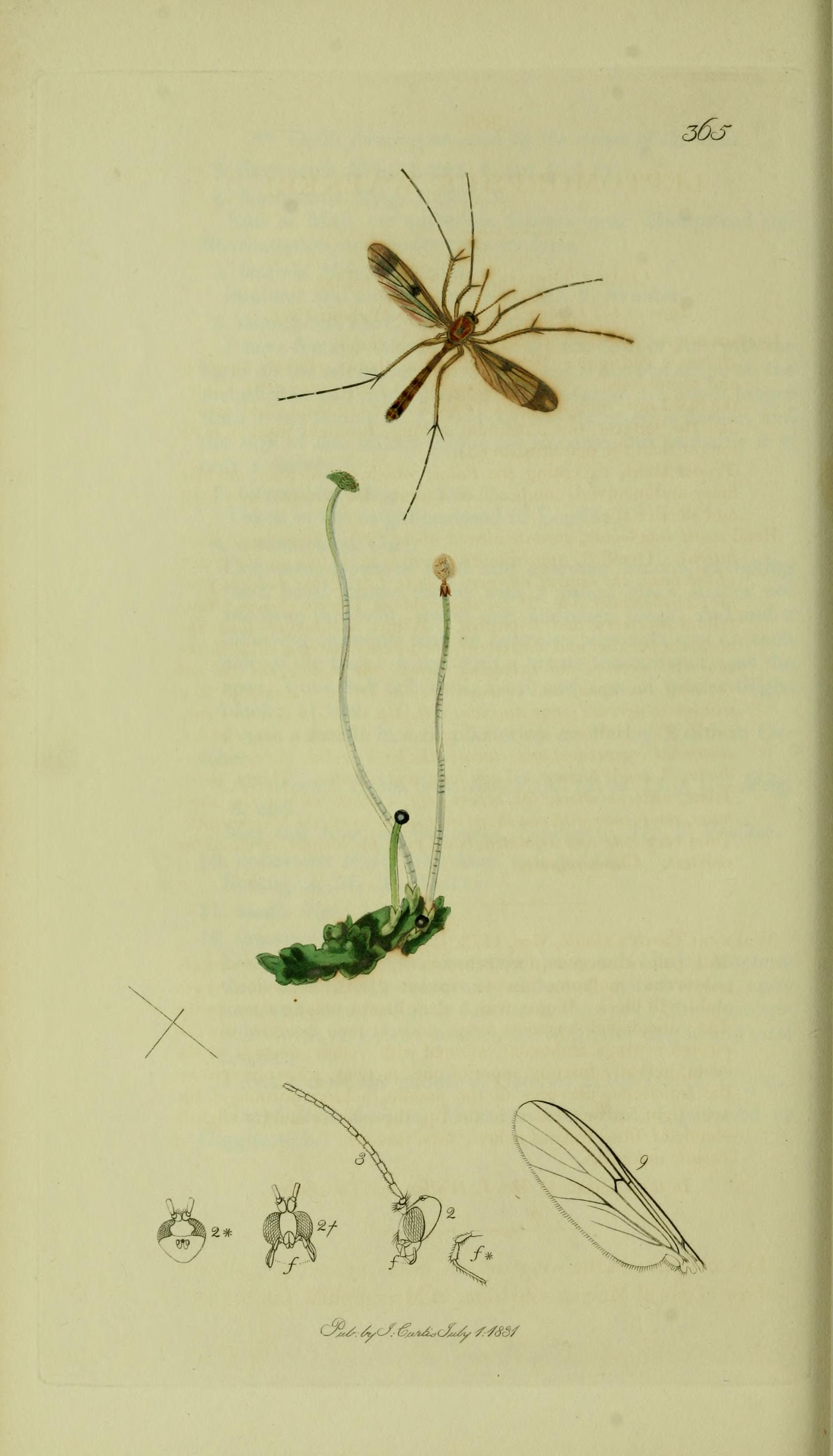